# Eclissi solare del 3 agosto 2073
L'Eclissi solare del 3 agosto 2073, di tipo totale, è un evento astronomico che avrà luogo il suddetto giorno con centralità attorno alle ore 17:15 UTC.
L'eclissi avrà un'ampiezza massima di 206 chilometri e una durata di 2 minuti e 29 secondi,  sarà visibile ampiamente sul mare e sulla terraferma dal Cile e dall'Argentina.

## Percorso e visibilità
La fase totale dell'eclissi sarà solo in Siberia, Russia. Le grandi città, in cui si vedrà la fase totale, includono Yakutsk, Neryungri, Mirny nella Repubblica di Sakha e Khatanga nel Krasnoyarsk Krai (anche Norilsk avrà il 98% di oscuramento solare). In parte, l'eclissi si vedrà principalmente in Europa (eccetto nel sud dell'Europa), principalmente in Asia e nella parte orientale della Groenlandia. 

## Eclissi correlate

### Eclissi solari 2073 - 2076
Questa eclissi è un membro di una serie semestrale. Un'eclissi in una serie semestrale di eclissi solari si ripete approssimativamente ogni 177 giorni e 4 ore (un semestre) in nodi alternati dell'orbita della Luna.

### Ciclo di Saros 127
L'evento fa parte del ciclo di Saros 127, che si ripete ogni 18 anni, 11 giorni, contenente 82 eventi. La serie iniziò con un'eclissi solare parziale il 10 ottobre 991 d.C. Contiene eclissi totali dal 14 maggio 1352 al 15 agosto 2091. Non ci sono eclissi anulari in questa serie. La serie termina al membro 82 con un'eclissi parziale il 21 marzo 2452. La durata più lunga della totalità è stata di 5 minuti e 40 secondi il 30 agosto 1532. Tutte le eclissi di questa serie si verificano nel nodo ascendente della Luna.